# Дважды два — пять (фильм)
«Дважды два — пять» (хинди दो और दो पाँच, Do Aur Do Paanch) — индийский кинофильм, снятый в 1980 году в оригинале на языке хинди. Главные роли сыграли известные актёры Амитабх Баччан и Шаши Капур. Фильм провалился в прокате, собрав всего 30 млн рупий.

## Сюжет
Сунил и Виджай — преступники, никогда не ладившие между собой. Сунил получает задание от своего дяди по имени Джагдиш, криминального авторитета, похитить сына бизнесмена Сета Матхура, чтобы отомстить ему. Виджай узнаёт об этом и всячески пытается помешать Сунилу, и самому совершить похищение, чтобы вознаградили его.
Сунил и Виджай устраиваются работать в школу, где учится Битту, под вымышленными именами Лакшман и Рам. Сунил-Лакшман работает учителем музыки, а Виджай-Рам — учителем физкультуры. Там они встречают очаровательных девушек — Анжу и Шалу. Позже Виджай и Сунил рассказывают каждой вымышленную историю о своей любви. Всё это время два преступника хотят похитить мальчика Битту. Но после нескольких неудачных попыток они понимают, что должны помогать друг другу, а не соперничать. Во время перестрелки с людьми Джагдиша Сунил и Виджай попеременно спасают друг друга, а также сохраняют жизнь Битту.
Джагдиш понимает, что Сунил и Виджай уже не будут выполнять задание, и тогда сначала он посылает своего человека на школьный спектакль, чтобы похитить там мальчика, но преступника останавливают Виджай и Сунил, а потом похищает мать и сестру Сунила. Сунил, Виджай, Шалу и Анжу едут к заброшенному дому, где преступники спрятали похищенных. Шалу и Анжу говорят Сунилу и Виджаю, чтобы они ждали их на дороге, пока девушки будут спасать пленных. Однако Сунил и Виджай не слушают их и тайком отправляются за ними, попутно обезвреживая преступников и в итоге освободив мать и сестру Сунила. Шалу и Анжу этого не замечают и в действительности думают, что именно они стали освободителями.
После этого Джагдиш подкупает сотрудника школьной столовой, чтобы тот отравил еду. Как раз в это время Сет Матхур приезжает навестить сына. Однако Битту узнаёт про умышленное отравление и пытается спасти ребят, но, когда он прибегает в столовую, уже поздно. Дети успели отравиться. Но яд действует медленнее, если дети двигаются. Пока Сунил, Шалу и Анжу не давали детям засыпать и заставляли их бегать, Виджай едет за медработниками из ближайшей больницы. Врачи спасают детей, но в это время Джагдиш и его люди приходят на холм неподалёку от школы и просят добровольно отдать ему Битту. Битту соглашается для того, чтобы Джагдиш не убил его друзей. Джагдиш похищает Битту.
Джагдиш и Битту уезжают на поезде. В это время Сунил и Лакшман разработали план: они должны остановить поезд, отцепив вагоны, а потом дети и другие сотрудники школы нападут на преступников. Но во время суматохи с нападением Джагдишу удаётся скрыться вместе с Битту. Однако Виджай знает, где находится логово Джагдиша, и они все вместе отправляются туда. В «логове», после долгой драки, в которой также принимали участие дети из школы, Виджай и Сунил избивают Джагдиша и сдают его полиции, также убив и многих преступников. В итоге Битту спасён.
Сунил и Виджай понимают, что теперь они снова должны отправиться в тюрьму. Но директор школы отправляет их в «тюрьму, из которой они никогда не смогут выбраться» — в школу.

## В ролях
- Амитабх Баччан — Виджай / Рам
- Шаши Капур — Сунил / Лакшман
- Хема Малини — Шалу
- Парвин Баби — Анжу Шарма
- Саджан — Ом Пракаш Шарма
- Кадер Хан — Джагдиш
- Шрирам Лагу — Сетх Матхур
- Лалита Павар — мать Сунила
- Ом Пракаш — заключённый
- Юнус Парвез — настоящий учитель музыки
- Мастер Битту — Битту Матхур

## Интересные факты
- В советском прокате фильм был сокращён почти на 20 минут (в частности удалена сцена в горах).

## Саундтрек
Все тексты написаны Анжааном, вся музыка написана Раджешем Рошаном.
| №  | Название                   | Исполнители                                           | Длительность |
| -- | -------------------------- | ----------------------------------------------------- | ------------ |
| 1. | «Too Ne Abhi Dekha Nahin»  | Кишор Кумар                                           | 5:29         |
| 2. | «Soti Hai Yeh Raat»        | Кишор Кумар, Анурадха Паудвал и хор                   | 9:10         |
| 3. | «Too Ne Abhi Dekha Nahin»  | Раджеш Рошан                                          | 2:24         |
| 4. | «Meri Zindagi»             | Кишор Кумар                                           | 4:23         |
| 5. | «Prem Se Hamko Jeene Do»   | Кишор Кумар, Лата Мангешкар, Махмуд, Амит Кумар и хор | 7:49         |
| 6. | «Yeh Zulfon ki Udti Ghata» | Аша Бхосле                                            | 3:56         |